# 马市镇 (泰和县)
马市镇是江西省泰和县下辖的一个镇。

## 沿革
现马市镇辖境在1950年时属西洲、西垸等乡和马市镇。1956年合并为荆洲、柳塘两个乡，1958年再并为马市公社。1984年撤消人民公社，改设马市乡。1985年11月3日改设马市镇。

## 行政区划
马市镇现辖1个居委会和21个村委会，镇政府驻马家洲
。
| 居委会 | 马市镇居委会 |
| 村委会 | 高田村、三平村、江滨村、占村、屯洲村、荆洲村、办洲村、仙桥村、汉溪村、武溪村、东来村、蜀口村、柳塘村、甘露村、南溪村、西洲村、白头村、两塘村、庆丰村、栖龙村、群爱村 |